# Carl-Ludwig Wagner
Pour les articles homonymes, voir Wagner.
Carl-Ludwig Wagner, né le 9 janvier 1930 à Düsseldorf et mort le 27 juillet 2012 à Trèves, est un homme politique allemand membre de l'Union chrétienne-démocrate d'Allemagne (CDU).
Ayant déménagé à Trèves dans son adolescence, il étudie le droit, adhère à la CDU en 1951 et devient fonctionnaire européen en 1959.
En 1969, il se fait élire député fédéral de Rhénanie-Palatinat au Bundestag, un mandat auquel il renonce sept ans plus tard pour prendre le poste de bourgmestre de Trèves. Il doit l'abandonner dès 1979, lorsqu'il est nommé ministre de la Justice de Rhénanie-Palatinat. Choisi pour le ministère des Finances en 1981, il obtient le titre de vice-ministre-président en 1985.
Il prend la suite de Bernhard Vogel en tant que ministre-président en 1988. Lors des élections de 1991, la CDU est battue par le SPD alors qu'elle gouvernait le Land depuis 1946. Il met alors fin à sa carrière politique.

## Biographie

### Jeunesse
Il est le fils d'un éditeur. À la suite de la Seconde Guerre mondiale, il déménage à Trèves. Il y passe son Abitur en 1949, à l'âge de 19 ans, puis s'inscrit à l'université Johannes Gutenberg de Mayence afin d'y étudier le droit.
Il s'inscrit à l'Union chrétienne-démocrate d'Allemagne, le parti fondé par le chancelier Konrad Adenauer, en 1951. Deux ans plus tard, il passe son premier examen juridique d'État et devient assistant de recherche. Il complète son cursus entre 1954 et 1955 à l'université Montpellier 1.

### Une carrière de fonctionnaire
Ayant obtenu son second examen juridique d'État en 1957, il intègre l'administration publique du Land de la Rhénanie-Palatinat. En 1959, il est recruté au secrétariat général du Parlement européen, installé à Luxembourg. Il passe avec succès un doctorat de droit deux ans plus tard, avec une thèse intitulée « Le défi juridique du droit administratif français ».
En 1964, il est promu directeur du secrétariat général du Parlement européen.

### Député fédéral et bourgmestre
Pour les élections fédérales du 28 septembre 1969, il est investi par la CDU comme candidat dans la 154e circonscription fédérale. Le jour du scrutin, il remporte 71 040 voix, soit 57,3 % des suffrages exprimés. À 39 ans, il fait son entrée au Bundestag. Il est réélu au cours des élections anticipées du 19 novembre 1972, totalisant 74 834 voix, soit 52,8 % des exprimés.
À la suite de sa victoire aux élections municipales, il devient le 8 avril 1976 bourgmestre de Trèves. En conséquence, il renonce à son mandat parlementaire fédéral.

### Ministre en Rhénanie-Palatinat
Il n'a même pas le temps d'aller au bout de son mandat.
Le 13 décembre 1979, le ministre-président de Rhénanie-Palatinat Bernhard Vogel le choisit comme nouveau ministre de la Justice. Il occupe ce poste un an et demi seulement : lors du remaniement ministériel du 12 juin 1981, il est nommé ministre des Finances.
Porté en 1984 à la présidence de la section CDU du district de Trèves, il est à nouveau promu au sein de l'exécutif régional l'année suivante. Effectivement, à l'occasion d'un nouveau remaniement, orchestré le 23 mai 1985, il prend le titre de vice-ministre-président, qu'il conserve même après la formation d'une coalition avec les libéraux en 1987.

### Ministre-président du Land

#### Successeur de Bernhard Vogel
Vogel ayant perdu la présidence de la CDU du Land contre son ministre de l'Environnement Hans-Otto Wilhelm le 11 novembre 1988, il renonce à exercer la direction du gouvernement. Numéro deux de l'exécutif, Carl-Ludwig Wagner est choisi par sa formation pour prendre sa succession. Le 8 décembre suivant, à 58 ans, il devient donc le cinquième ministre-président de Rhénanie-Palatinat depuis la fin de la guerre. Dans le gouvernement qu'il forme, la fonction de vice-ministre-président revient au libéral Rainer Brüderle et Wilhelm n'est pas reconduit.

#### L'échec historique de 1991
Bien qu'il soit le chef de file des chrétiens-démocrates pour les élections du 21 avril 1991, il annonce qu'il quittera le pouvoir au milieu de la législature, en 1993, au profit de Hans-Otto Wilhelm. Cette transmission ne se fera jamais. En effet, avec 38,7 % des voix, la CDU perd six points et demi et réalise, à l'époque, le plus mauvais résultat de son histoire. Parallèlement, le Parti social-démocrate d'Allemagne (SPD) de Rudolf Scharping agrège 44,8 % des suffrages, soit une progression de six points, ratant de quatre sièges la majorité absolue au Landtag. Le Parti libéral-démocrate (FDP) fait ensuite le choix d'une « coalition sociale-libérale » avec le SPD, mettant ainsi fin à près d'un demi-siècle de domination chrétienne-démocrate sur ce Land.

### Après la politique
Il ne prend même pas possession de son mandat et se retire de la vie politique. Président de la banque de reconstruction de la Thuringe entre 1992 et 1997, il agit comme conciliateur en 1998, lors des négociations dans le secteur public.

### Vie privée
Il vivait à Trèves, dans le quartier de Ruwer, et était de confession catholique.